# Sovětsko-polský pakt o neútočení
Sovětsko-polský pakt o neútočení (rusky Договор о ненападении между Польшей и Советским Союзом, polsky Pakt o nieagresji między Polską a ZSRR), byla smlouva o neútočení, uzavřená mezi SSSR a druhou Polskou republikou 25. července 1932. K výměně ratifikačních dokumentů došlo ve Varšavě 23. prosince téhož roku.
Smlouva byla dle článku 7 uzavřena na 3 roky s klauzulí o automatickém prodloužení na další dva roky, pokud ji žádná ze stran nevypoví (vypovězení smlouvy bylo možné do 6 měsíců od termínu vypršení). 5. května 1934 Polsko a SSSR podepsaly prodloužení smlouvy do 31. prosince 1945 (opět s možností automatického prodlužování platnosti).

## Okolnosti
Rozhovory o uzavření paktu o neútočení byly zahájeny v lednu 1926. Byly přerušeny po zrušení diplomatických vztahů mezi Velkou Británií a SSSR ve květnu 1927 roku (špionážní aféra kolem sovětské obchodní mise v Londýně) a po vraždě sovětského vyslance ve Varšavě Petra Vojkova (Vojkov byl jedním z organizátorů a vykonavatelů popravy ruské carské rodiny v Jekatěrinburgu v červenci 1918), které se dopustil ruský emigrant Boris Koverda v červnu 1927.
Přestože 9. února 1929 byl v Moskvě podepsán mezi SSSR z jedné strany a Polskem, Rumunskem, Lotyšskem a Estonskem z druhé strany tzv. Litvinovův protokol (později se k podpisu připojily Litva, Turecko a Persie), Polsko považovalo záruky plynoucí z této smlouvy za nedostačující. Proto pozastavené polsko-sovětské rozhovory o uzavření paktu o neútočení byly opět obnoveny, ale stalo se tak až koncem roku 1931.

## Obsah smlouvy
Preambule paktu navazovala na Rižský mír z roku 1921 jako na základ vzájemných vztahů i závazků mezi signatáři smlouvy. Článek 1 zakazoval každé ze stran útok na signatáře dohody jak samostatně, tak společně s nesignatářem dohody. Za útok smlouva uznávala jakýkoliv druh agrese, narušující celistvost a nedotknutelnost území nebo politickou nezávislost signatáře dohody, a to i v případě kdy by nedošlo k vypovězení války a nedošlo by k vojenskému střetu.
V případě útoku na signatáře dohody třetí strany, dle Článku 2 nenapadený signatář dohody nemohl poskytovat žádnou pomoc útočníkovi. Útok signatáře na třetí stranu umožňoval neútočícímu signatáři na vypovězení paktu bez varování.
Článek 3 zakazoval signatářům dohody podepisovat smlouvy, které by byly namířeny proti jednomu ze signatářů Paktu o neútočení. Článek 4 tvrdil, že Články 1 a 2 nenarušují závazky dříve uzavřených dohod, pokud neobsahují články o útoku na signatáře dohody.
Článek 5 zavazoval signatáře k mírovému řešení sporů. Spory které se nedalo vyřešit diplomaticky, měly být předány smírčí komisi (dle zvlášť podepsané Konvence, která je také integrální součástí Paktu o neútočení).
1. dodatečný protokol tvrdil, že uplynutí termínu platnosti smlouvy nebo dřívější vypovězení smlouvy neumožňuje omezení nebo nevyplnění závazků plynoucích z Briandova–Kelloggova paktu. 2. protokol oznamoval, že mezi signatáři nejsou žádné zásadní spory.

## Další vývoj
26. listopadu 1938 polská a sovětská vláda vydala prohlášení, že základem vzájemných vztahů zůstávají všechny doposud podepsané smlouvy včetně Paktu o neútočení ze dne 25. července 1932. Stejné prohlášení vydal 2. června 1939 také nový sovětský velvyslanec v Polsku Nikolaj Šaronov.
Aktem, který byl v rozporu se všemi smlouvami podepsanými mezi SSSR a Polskem byl tajný protokol k Německo-sovětské smlouvě o neútočení podepsané dne 23. srpna 1939, který předpokládal likvidaci Polska a rozdělení jeho území mezi SSSR a nacistické Německo. Po německém útoku na Polsko, dne 17. září 1939 Sovětský svaz jednostranně uznal Pakt o neútočení a všechny ostatní smlouvy s Polskem za neplatné z důvodu neexistence polského státu a zahájil útok na území Polska doposud kontrolované polskou armádou. Sovětský útok byl porušením všech polsko-sovětských mezinárodních smluv, v tom paktu o neútočení (1932), Litvinovova protokolu (1929), Konvence o určení útoku (1933) a paktu Společnosti národů (1920).